# Johann Gottlob Theaenus Schneider
Johann Gottlob Theaenus Schneider (18 de janeiro de 1750 — 12 de janeiro de 1822) foi um classicista e naturalista alemão.

## Biografia
Schneider nasceu em Wermsdorf, na Saxônia. Em 1774, sob a recomendação de Christian Gottlob Heyne, ele se tornou secretário do famoso acadêmico Richard François Philippe Brunck e, em 1811, se tornou professor de línguas antigas e eloquência em Wrocław (diretor da biblioteca, 1816) onde ele morreu em 1822.

## Trabalhos
Entre seus inúmeros trabalhos o mais importante foi seu Kritisches griechisch-deutsches Handwörterbuch (1797 - 1798), seu primeiro trabalho independente no estilo de Thesaurus de Henri Estienne e que serviu de base para Franz Passow e todos os dicionários gregos. O arranjo especial foi a introdução das palavras e expressões conectadas com a história natural e ciências.
Em 1801 ele corrigiu e expandiu a republicação de Systema Ichthyologiae iconibus cx illustratum de Marcus Elieser Bloch, um famoso catálogo de peixes com belas ilustrações que são citadas (como Bloch and Schneider, 1801) como autoridade taxonômica de muitas espécies de peixe.
Os escritos de antigos autores o atraiam especialmente. Ele publicou edições de Cláudio Eliano - De natura animalium; Nicandro de Cólofon - Alexipharmaca e Theriaca; o Scriptores rei rusticae; Aristóteles - Historia animalium e Politica; Epicuro - Physica e Meteorologica; Teofrasto - Eclogae physicae; Opiano - Halieutica e Cynegetica; trabalhos completos de Xenofonte e Vitrúvio; a Argonautica também chamada de Orpheus (que David Ruhnken nomeou de "Orpheomastix"); um ensaio sobre a vida e os escritos de Píndaro e uma coleção de seus fragmentos. Seu Eclogae physicae é uma seleção de vários textos de escritores latinos e gregos sobre assuntos científicos, contendo os textos originais e comentários, com dissertações sobre história natural e ciência da idade antiga.
- Handwörterbuch der griechischen Sprache. Vogel, Leipzig 1828.
- Griechisch-deutsches Wörterbuch. Hahn, Leipzig 1819.
- Kritisches griechisch-deutsches Wörterbuch. Frommann, Jena, Leipzig 1805/06.
- Eclogae physicae, ex scriptoribus praecipue Graecis excerptae. Frommann, Jena, Leipzig 1800.
- Historiae amphibiorum naturalis et literariae. Frommann, Jena 1799–1801.
- Kritisches griechisch-deutsches Handwörterbuch. Frommann, Jena, Züllichau 1797.
- Amphibiorum physiologiae specimen. Apitz, Frankfurt (Oder) 1790–97.
- Ad reliqua librorum Friderici II. et Alberti Magni capita commentarii ... Müller, Leipzig 1789.
- Zweyter Beytrag zur Naturgeschichte der Schildkröten. Müller, Leipzig 1789.
- Erster Beytrag zur Naturgeschichte der Schildkröten. Müller, Leipzig 1787.
- Sammlung vermischter Abhandlungen zur Aufklärung der Zoologie und der Handlungsgeschichte. Unger, Berlim 1784.
- Allgemeine Naturgeschichte der Schildkröten. Müller, Leipzig 1783.
- Ichthyologiae veterum specimina. Winter, Frankfurt (Oder) 1780.
- Anmerkungen über den Anakreon. Crusius, Leipzig 1770.
- Neues Magazin für Liebenhaber der Entomologie. Strasland 1791, 1792, 1793, 1794